# ليلى سويليميز
ليلى سويلميز (1 يناير 1989 مرسين – 9 يناير 2013 باريس) كانت مديرة منطقة في منظمة شباب حزب العمال الكردستاني. كان اسمها الحركي روناهي. أصدرت تركيا مذكرة توقيف بحقها بتهمة «الانتماء إلى منظمة إرهابية».

## الخلفية
هربت مع عائلتها إلى ألمانيا في التسعينيات وعاشت في هاله حيث درست الهندسة المعمارية. لكنها لم تتخرج لكي تصبح أكثر انخراطًا في السياسة. اغتيلت في باريس في 9 يناير 2013، مع سكينة كانسيز فيدان دوغان. لقد أصيبت برصاصة في رأسها بسلاح كاتم الصوت في مركز المعلومات الكردي في باريس. في غضون أسبوع من الاغتيال، اعتقلت الشرطة الفرنسية عمر غوني. وبعد استجوابه، اشتبهوا في تورطه في جريمة القتل ووضعوه رهن الحبس الاحتياطي. بحلول 21 يناير، صار غوني المشتبه الرئيسي حيث أظهرت صور الدائرة التلفزيونية المغلقة أنه كان في المبنى يوم الجريمة. في ديسمبر 2016، وقبل شهر من بدء المحاكمة، توفي غوني من ورم في مستشفى في باريس.